# Mistr Lyversbergovy pašije
Mistr Lyversbergovy pašije, ("Meister der Lyversberger Passion" uváděn také jako "Meister der Lyversbergischen Passion"), činný v letech 1460 - 1490, byl německý pozdně gotický malíř působící v Kolíně nad Rýnem.

## Historie díla
Jméno anonymního malíře se vztahuje k deskovým obrazům, které až do 19. století vlastnil kolínský obchodník Jakob Johann Nepomuk Lyversberg.
Oltář z roku 1464 byl původně v kostele kartuziánského kláštera v Kolíně nad Rýnem a do majetku Jakoba Lyversberga se dostal roku 1803, po okupaci Kolína Napoleonem a rozpuštění některých klášterů. Obchodník oltář rozdělil, aby byly obrazy lépe prodejné. Po smrti Lyversberga byla jeho sbírka roku 1837 rozprodána v aukci.

## Život
O životě malíře není dostatek informací. Patrně se školil v Nizozemsku, kde poznal díla Rogiera van der Weydena a Dierica Boutse a kolem roku 1460 se usadil v Kolíně nad Rýnem. Svou vlastní dílnu měl v Kolíně až kolem roku 1490.

## Dílo
Dvoukřídlý oltář obsahuje ve dvou řadách osm výjevů ze života a utrpení Krista. Jedná se o malbu temperou na dubovém dřevě z doby kolem 1464-1466, každá scéna má velikost 92 x 67 cm.
Malíř byl dlouho mylně ztotožňován s kolínským Mistrem Mariina života a rozeznán jako samostatná osobnost až roku 1902 a podrobněji kriticky zhodnocen roku 1978  Nizozemský vliv je v jeho díle patrný především v prostorovém a detailním znázornění krajiny. Je zřejmě identický s tzv. Mistrem dvanácti apoštolů (Meister der zwölf Apostel), jehož dílo vlastní mnichovská Alte Pinakothek.
Mistr Lyversbergovy pašije a Mistr Mariina života mohli zprostředkovat nepřímý vliv nizozemské malby na Mistra Křižovnického oltáře (Národní galerie v Praze).

### Známá díla
- Zvěstování, Germanisches National Musem, Norimberk[7]
- 1463 Mariánský oltář, (tempera na dubové desce, střední panel 154 x 183 cm, křídla 154 x 83 cm), farní kostel St. Marien, Linz am Rhein[8]
- 1464-1466 Pašijový oltář z majetku J. Lyversberga, nyní Wallraf-Richartz-Museum, Kolín nad Rýnem
- Dvanáct apoštolů, Alte Pinakothek, Mnichov
- Korunování Panny Marie (101,6 x 133,0 cm), Alte Pinakothek, Mnichov

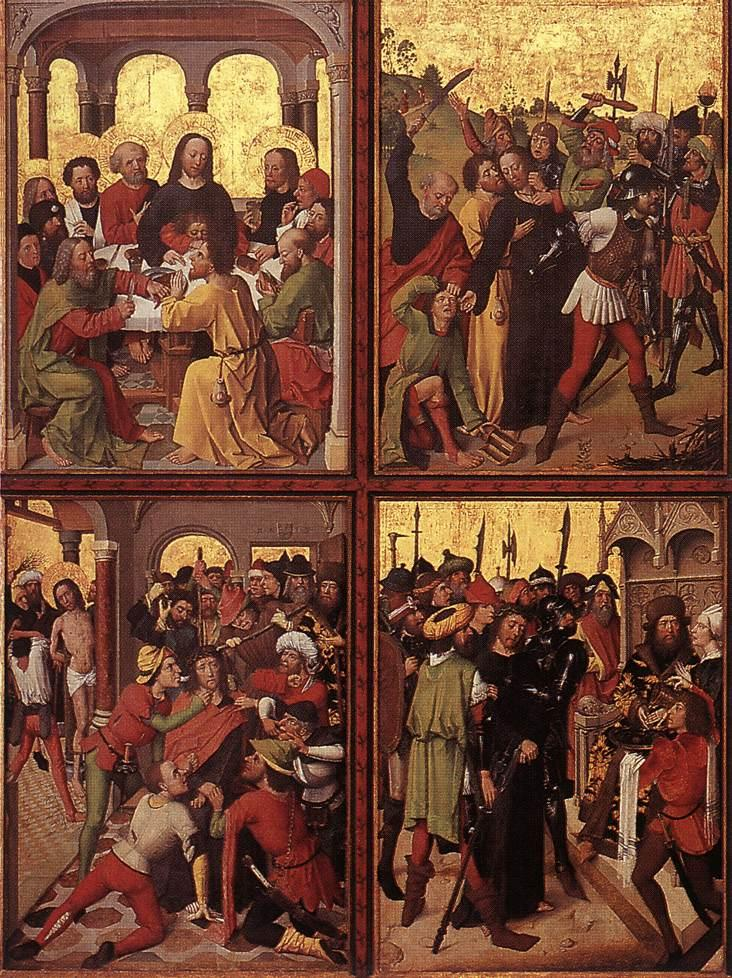
Lyversberg Passion (detail)
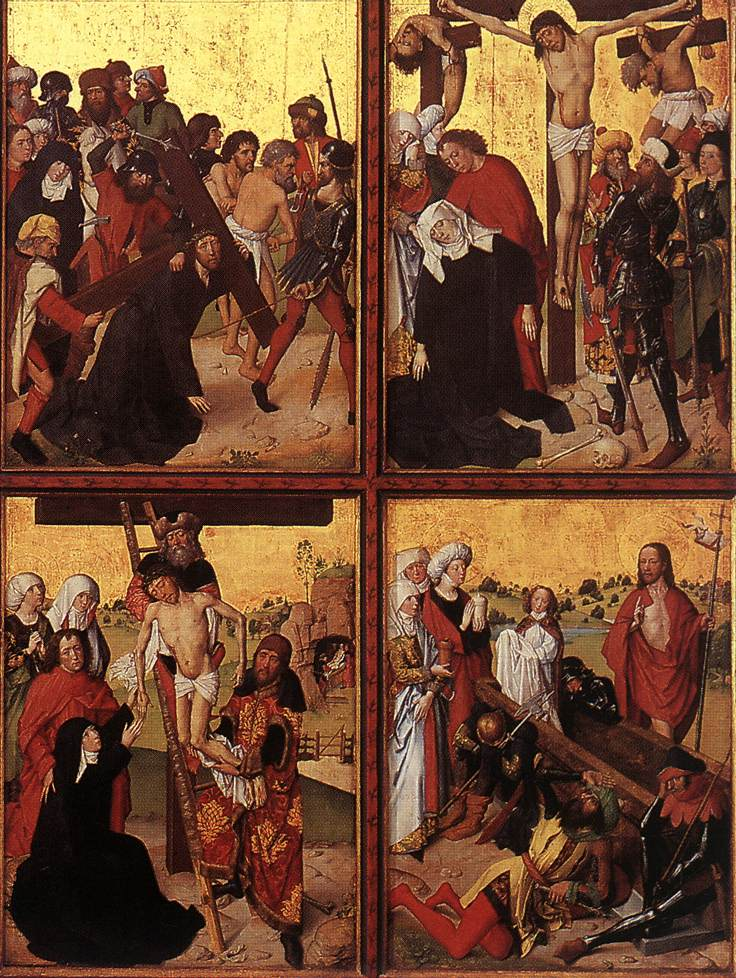
Lyversberg Passion (detail)
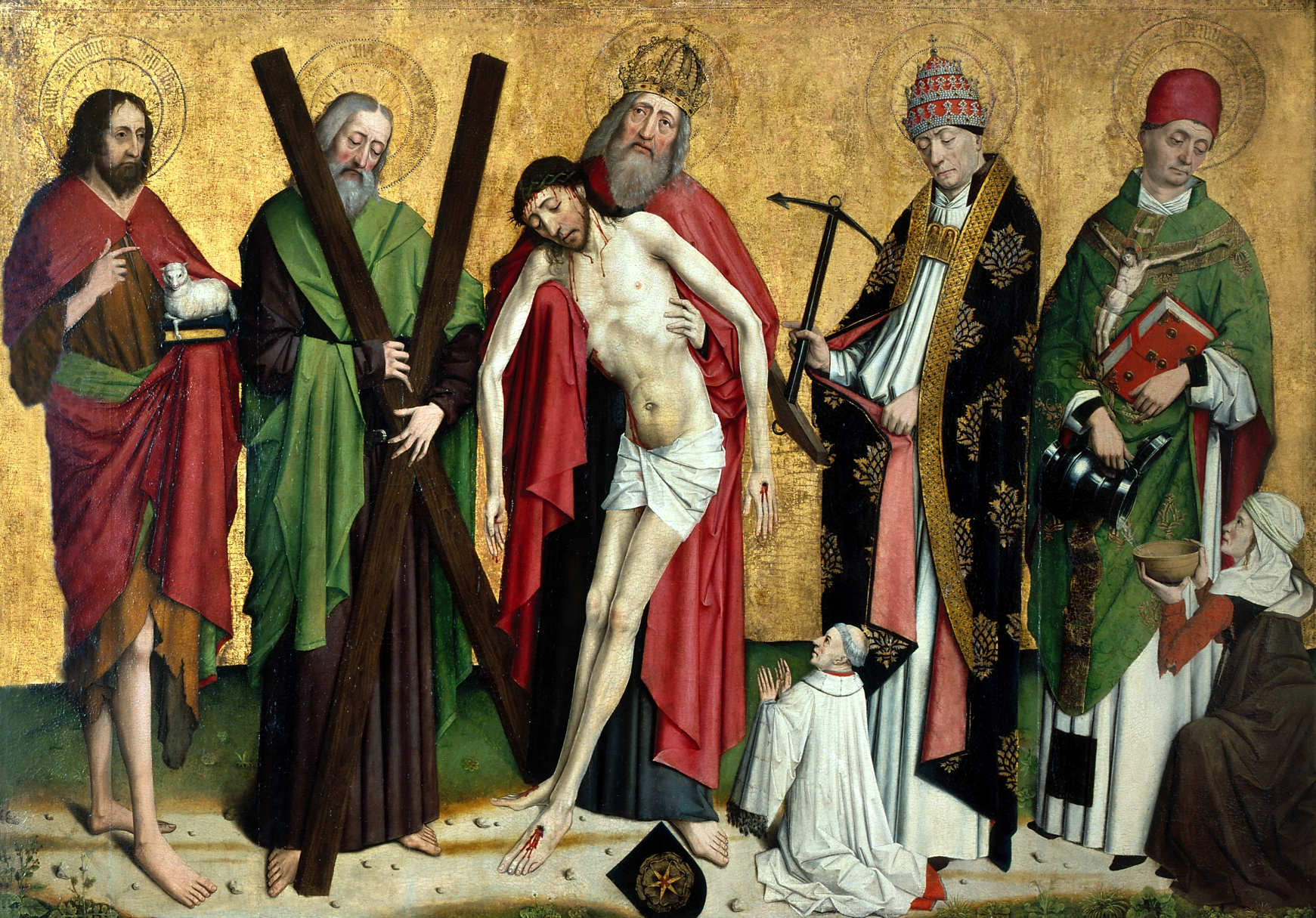
Trůn milosti, Marienkirche Linz am Rhein
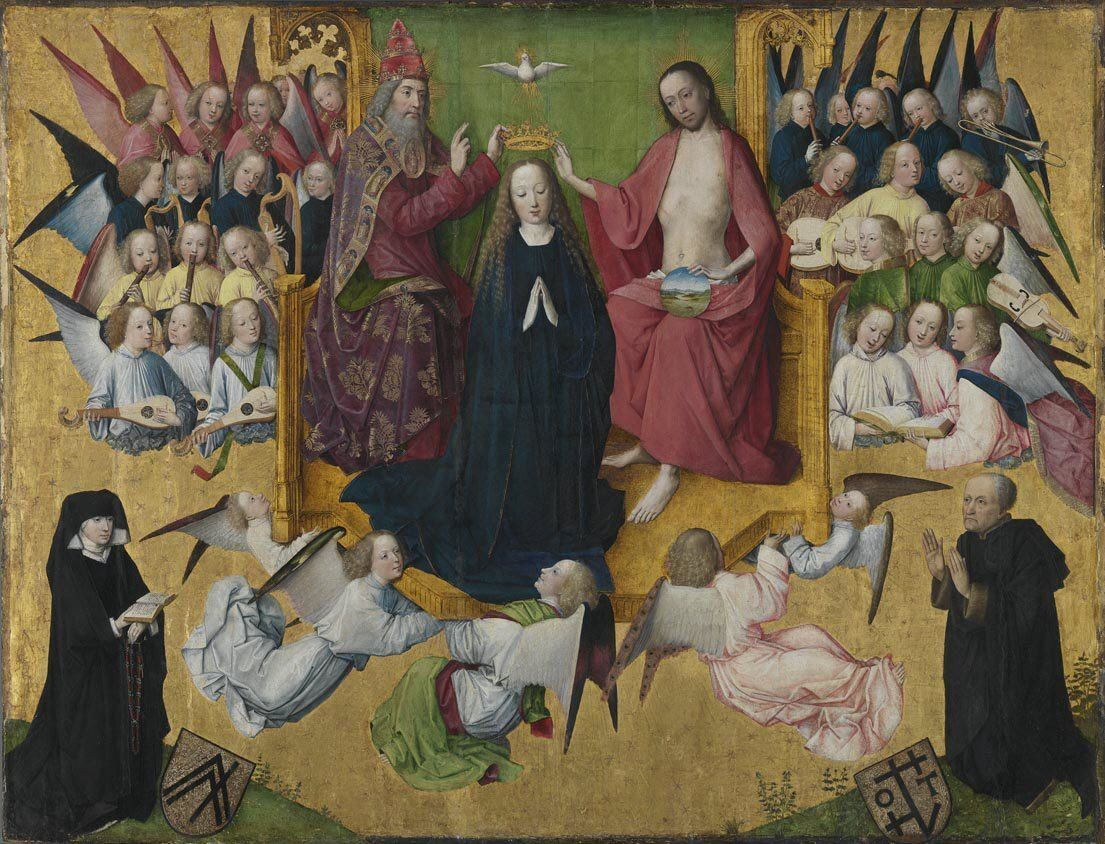
Korunování Panny Marie, Rinckův epitaf